# Mārtiņš Pļaviņš
Mārtiņš Pļaviņš, né le 8 mai 1985 à Riga (Lettonie), est un joueur de beach-volley letton,  apparu sur le circuit professionnel en 2002.

## Palmarès

### Jeux olympiques d'été
- Médaille de bronze, avec Jānis Šmēdiņš, aux Jeux olympiques de 2012 à Londres, (Royaume-Uni)
- 9e  aux Jeux olympiques de 2008 à Pékin (Chine) avec Aleksandrs Samoilovs

### Championnats du Monde
- 4e place  aux Championnats du monde FIVB 2011 à Rome (Italie) avec Jānis Šmēdiņš

### Championnats d'Europe
- Médaille de bronze en 2010 à Berlin (Allemagne) avec Jānis Šmēdiņš